# Summon Night: Twin Age
Summon Night: Twin Age (サモンナイト ツインエイジ 精霊たちの共鳴（こえ）, lit., Summon Night Twin Age: Voz (Sinfonia) dos Espíritos) é um RPG de ação da série Summon Night para o Nintendo DS.

## História
Summon Night: Twin Age passa-se em um mundo chamado Clardona. Neste mundo há duas raças principais; humanos, e os Kascuza, criaturas que têm características tanto humanas quanto animais. As duas raças estiveram em constantes batalhas por muito tempo, e um curto período de paz iniciou depois que os humanos colocaram os Kascuza para viver dentro de uma pequena ilha chamada Jarasi. Um terceiro grupo de habitantes de Clardona é os espíritos, entidades de um outro mundo, que se manifestam normalmente como espíritos naturais e, mais raramente, como criaturas humanóides conhecidas como Summon Beasts. Humanos podem chamar criaturas de outro mundo em um processo conhecido como invocação e eles estiveram constantemente pesquisando formas de aumentar esses poderes. Em uma das instalações, um terrível acidente aconteceu por causa de uma jovem menina chamada Reiha, depois de seus poderes terem saído de controle. A menina contou que sua família morreu em um acidente, mas ela sobreviveu e se escondeu junto com os Kascuza na ilha de Jirazi junto com o resultado de sua invocação, um jovem rapaz Summon Beast chamado Aldo. Sete anos se passam. Os espíritos da natureza repentinamente começam a ficar selvagens. Dois dos habitantes da ilha saem para descobrir a razão dos estranhos acontecimentos.